# Джими Чу
Джими Чу (Jimmy Choo Yeang Keat, на китайски 周仰杰 ) е малайзийски моден дизайнер в Лондон.
Прочува се след създаването на компанията Jimmy Choo Ltd., известна с нейните ръчно изработени женски обувки.

## Образование
Чу е роден през 1948 г. в семейство на обущари в Пенанг, Малайзия. Напуска училище рано, за да прави обувки с баща си, и създава първите обувки по изцяло собствен дизайн още на 11-годишна възраст.
След посещение на роднини в Лондон решава да остане и там през 1983 г. завършва Техническия колеж за обувна индустрия в Лондон, който сега е част от Лондонския колеж за мода. Казва, че е работил на непълно работно време в ресторанти и като чистач в завод за обувки, за да подпомогне финансирането на образованието си. Споделя, че преди приемането му в колежа не е можел дори да чертае дизайнерски план.

## Кариера
Първите обувки на Чу са се продавали под марката Lucky Shoes през 1984 г. След това през 1986 г. отваря собствена работилница, наемайки част от стара болница в Източен Лондон. Работи изцяло върху собствени дизайни. През първите 4 години среща сериозни финансови затруднения, тъй като има малко клиенти.
Повратен момент за кариерата на Чу е представянето на негови обувки на рекордните 8 страници в списание Vogue през 1988 г., след което неговите дизайни стават все по-търсени. За финансовия успех и популярността на дизайнера особено допринася принцеса Даяна, която поръчва 6 чифта от неговите обувки след първата им среща през 1990 г.
„Тя даде възможност на много английски дизайнери, включително и на мен, да бъдем разпознати от света. Дължа ѝ благодарност.“ – казва дизайнерът.
През 1996 г. става съосновател на Jimmy Choo Ltd. заедно с Тамара Мелън, редакторка в британския Vogue. През април 2001 г. Джими продава своя дял от дружеството – 50%, за 10 милиона лири. Оттогава се фокусира върху създаването на линията Jimmy Choo Couture, произвеждана под лиценза на Jimmy Choo Ltd. Линията Jimmy Choo London Line, по-известна като Jimmy Choo Ready-To-Wear е управлявана и разпространявана от Тамара Мелън, съвместно с творческата директорка Сандра Чой. Тази модна линия включва и аксесоари като чанти например.
Запазена част от изработката на обувките на Джими е 4-инчовото токче, което според него е пряко свързано със здравето на хората. Той казва, че ако използва 3- или 5-инчов ток, клиентите му ще се чувстват неудобно от носенето на обувките, дори това не е добре за баланса на тялото.
Изработката на чифт от линията Couture отнема на Чу от 3 до 4 седмици. Неговите обувки се продават в границите между 650 и 7500 британски лири или между 1100 и 12 725 щ. дол.
Чу се е включил в проект за създаване на институт за изработка на обувки в Малайзия, където често е сочен като вдъхновение за начинаещите обущари и модни дизайнери.
Компанията Jimmy Choo Ltd. е производител на едни от най-скъпите обувки с висок клас.

## Парфюми
През 2009 г. Джими Чу подписва ексклузивно световно лицензионно споразумение с Interparfums.
- Jimmy Choo (2011)
- Flash (2013)
- Jimmy Choo Man (2014)
- Jimmy Choo Illicit (2015)
- Jimmy Choo Illicit Flower (2016)
- Jimmy Choo L'Eau (2017)
- Jimmy Choo Man Ice (2017)
- Jimmy Choo I Want Choo
- Jimmy Choo I Want Choo Forever

## Награди
- 2000: отличен за постиженията си с титлата Дато от султана на щата Паханг в Малайзия
- 2002: удостоен с Орден на Британската империя от Кралица Елизабет II като признание за заслугите му към обувната и модната индустрия в Обединеното кралство[2]
- 2004: награден с Darjah Setia Pangkuan Negeri от Yang di-Pertua Negeri губернатор на родния му щат Пенанг, който също носи титлата Дато.[4]
- Носител на стипендия от Университета по изкуствата в Лондон, което предоставя използването на титлата професор
- Почетна докторска степен по изкуство на университета De Montfort в Лестър